# Eretes
Eretes Laporte, 1833, è un genere di insetti coleotteri appartenente alla famiglia dei Ditiscidi.
Possiedono livree grigio cenere ornate di una fascia bruna verso l'estremità delle elitre.

## Tassonomia
Comprende le seguenti specie:
- Eretes antiquus (Oustalet, 1870)
- Eretes australis (Erichson, 1842)
- Eretes explicitus K.B.Miller, 2002
- Eretes griseus (Fabricius, 1781)
- Eretes sticticus (Linnaeus, 1767)